# Монумент Боевой славы Вооружённых Сил СССР (Львов)
Монуме́нт Сла́вы — мемориал в память о победителях над нацизмом в Великой Отечественной войне, расположенный во Львове (Украина). В декабре 2018 года — марте 2019 гг. проведен демонтаж 30-ти метрового обелиска монумента из-за его аварийного состояния. Барельефы с обелиска переданы в музей "Территория террора"

## Общая информация
Мемориал расположен в верхней части Центрального парка культуры и отдыха, неподалёку от Академии сухопутных войск (бывшего Львовского военно-политического училища), на пересечении улиц Стрыйской и Гвардейской. Это традиционное место проведения торжеств, посвящённых празднованию 9 мая.
При открытии в мае 1970 году мемориал получил название «Монумент боевой славы Советских Вооружённых Сил». Ансамбль выполнен в граните и бронзе авторским коллективом, в который вошли скульпторы Д. П. Крвавич, Э. П. Мисько, Я. Н. Мотыка, художник-монументалист А. П. Пирожков, архитекторы М. Д. Вендзилович и А. С. Огранович. Скульптура женщины была отлита на заводе «Ленмонумент», скульптура солдата, по поручению Львовского обкома КПУ, — на Львовском паровозо-вагоноремонтном заводе (ныне Львовский локомотиворемонтный завод). Директором завода в тот период времени был Михаил Афанасьевич Шайдуров.
Ансамбль состоит из 30-метрового пилона, бронзовой центральной группы и массивной гранитной стелы с большими рельефами из кованой меди. На вертикальном пилоне — барельефы, олицетворяющие основные виды войск: пехотинец, танкист, артиллерист, лётчик, матрос. Центр ансамбля составляет скульптурная группа, состоящая из аллегорических фигур советского Воина и Родины-матери. Родина-мать принимает присягу верности Воина и символически благословляет его меч. История Советской армии раскрывается в шести многофигурных горельефах, расположенных с обеих сторон стелы: «Рождение Красной Армии», «Гражданская война», «Освобождение Западной Украины», «Год 1941-й», «Великая Отечественная война» и «Победа».
Рядом с мемориалом в 1970-е годы был выстроен Музей истории войск Прикарпатского военного округа, впоследствии закрытый и разрушенный в годы независимости Украины. Музей размещался на территории старого Стрыйского кладбища, где в 1849 году были похоронены сотни солдат российской армии, проходивших через Львов в Венгрию и умерших от плохого снабжения; кладбище сильно пострадало в 1918 году в результате военных столкновений между украинскими и польскими частями.
11 мая 2007 года Львовский горсовет создал комиссию, которая должна рассмотреть вопрос о возможном демонтаже мемориала или удаления отдельных его элементов как «имперско-большевистских символов».
В феврале 2014 года во время одного из заседаний исполкома Львовского горсовета состоялось обсуждение вопроса о сносе Монумента Славы на улице Стрыйской. По результатам проведённой дискуссии, пришли к выводу, что «спекуляции стоит положить конец и подчеркнуть, что Монумент Славы никто не собирается сносить».
В апреле 2016 года депутаты Львовского горсовета от фракции Украинской Галицкой партии обратились к мэру Львова с заявлением, в котором просили демонтировать «Монумент Славы». Они считают дальнейшее существование во Львове этого мемориала прямым нарушением принятых весной 2015 года законов о декоммунизации.
16 февраля 2018 года украинские националисты кувалдами разбили плиты на монументе борьбы против нацизма. Вандалы также сбили железную надпись «Победителям над нацизмом» и на этом месте белой краской написали «памятник оккупантам».
В декабре 2018 года начат демонтаж памятника, якобы из-за его аварийного состояния. 2 февраля 2019 демонтированы пять горельефов в честь советских солдат со стелы памятника и переданы в музей «Территория террора», 3 марта снесена сама стела.

Скульптурная композиция «Родина благословляет Воина»